# Siebbach
Der Siebbach ist orographisch rechter Zufluss des Buckauer Hauptgrabens auf der Gemarkung von Ziesar, einer Stadt im Landkreis Potsdam-Mittelmark in Brandenburg. Der Bach entspringt auf einer landwirtschaftlich genutzten Fläche, die östlich des historischen Stadtkerns von Ziesar liegt. Von dort verläuft der Bach vorzugsweise in nördlicher Richtung und unterquert dabei die Landstraßen 93 und 96. In einem Waldgebiet östlich des Ziesaer Wohnplatzes Kobser Mühle schwenkt er nach Westen. Am Wohnplatz verläuft ein Altarm des Buckower Hauptgrabens, der in diesem Bereich als Kobser Bach bezeichnet wird. Er nimmt dem Siebbach auf und verläuft auf rund 770 m in nördlicher Richtung entlang der Bücknitzer Heide. Anschließend schwenkt der Siebbach nach Westen und entwässert schließlich in den Buckauer Hauptgraben.